# Oplećani
Oplećani su naseljeno mjesto u općini Tomislavgrad, Federacija Bosne i Hercegovine, BiH.

## Stanovništvo

### 1991.
Nacionalni sastav stanovništva 1991. godine, bio je sljedeći:
ukupno: 424
- Muslimani - 306 (72,17%)
- Hrvati - 76 (17,92%)
- Srbi - 36 (8,49%)
- ostali, neopredijeljeni i nepoznato - 6 (1,42%)

### 2013.
Nacionalni sastav stanovništva 2013. godine, bio je sljedeći:
ukupno: 376
- Bošnjaci - 308 (81,91%)
- Hrvati - 67 (17,82%)
- ostali, neopredijeljeni i nepoznato - 1 (0,22%)